# هوارد هاليت
هوارد هاليت (بالإنجليزية: Howard Hallett)‏ هو لاعب دوري الرغبي نيوزيلندي، ولد في 1880، وتوفي في 1970 في ماروبرة ‏ في أستراليا.